# Tiurana
Tiurana ist eine katalanische Gemeinde (municipio) mit 66 Einwohnern (Stand: 2024) in der Provinz Lleida im Nordosten Spaniens. Sie liegt in der Comarca Noguera. Die Gemeinde besteht neben dem Hauptort Tiurana aus der Wüstung Miralpeix.

## Geographische Lage
Tiurana liegt etwa 55 Kilometer nordöstlich von Lleida in einer Höhe von ca. 635 m. Der Segre begrenzt die Gemeinde im Norden und Westen.

## Bevölkerungsentwicklung
| Jahr      | 1970 | 1981 | 1991 | 2001 | 2011 | 2021 |
| Einwohner | 214  | 199  | 233  | 32   | 79   | 73   |

## Sehenswürdigkeiten

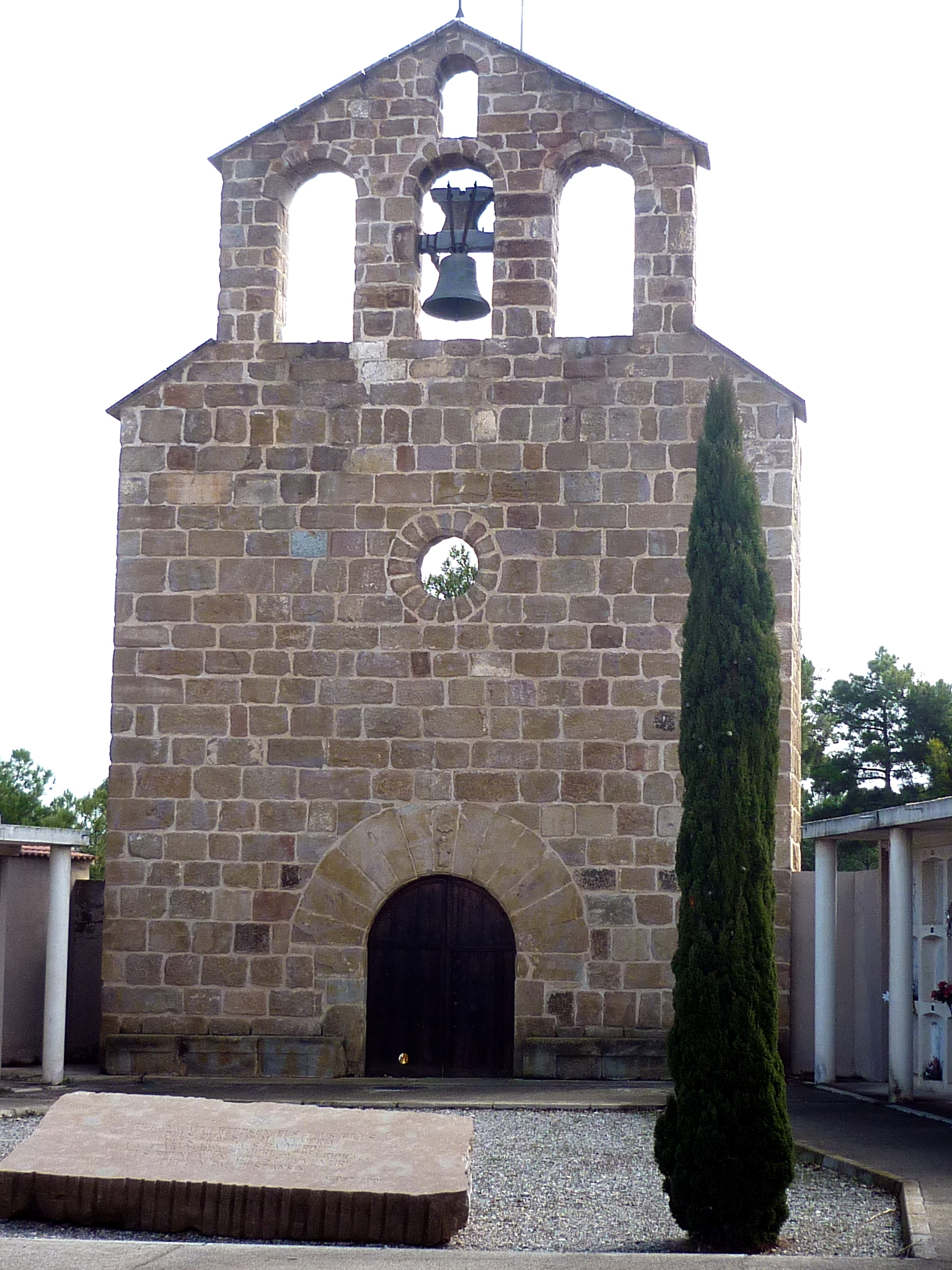
Peterskirche
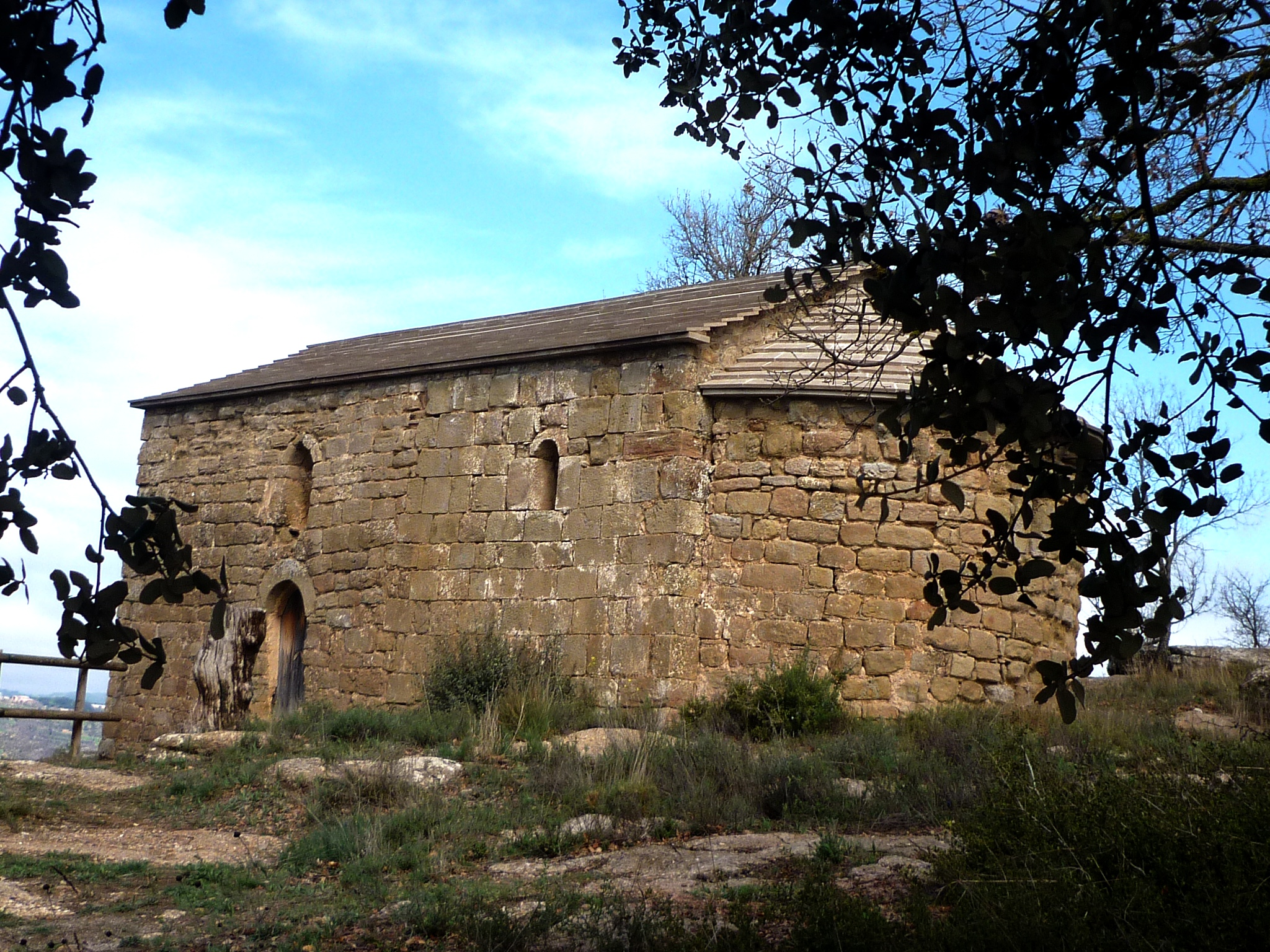
Ermengolkapelle
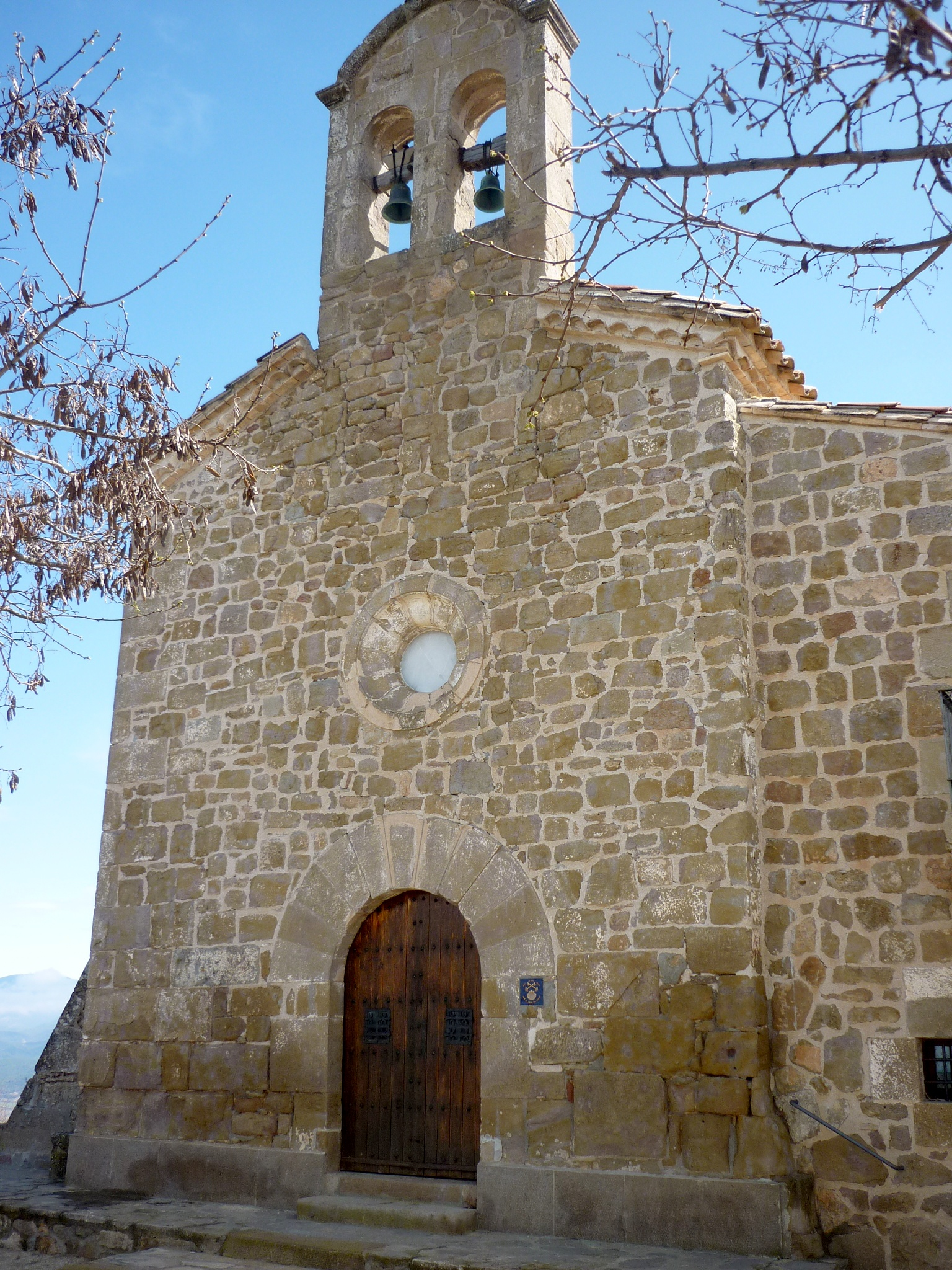
Marienkapelle

- Peterskirche
- Ermengolkapelle
- Marienkapelle